# Tana (jezioro)

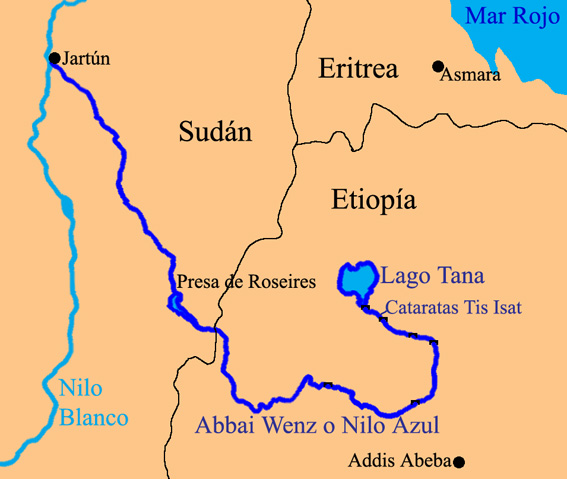
Jezioro Tana

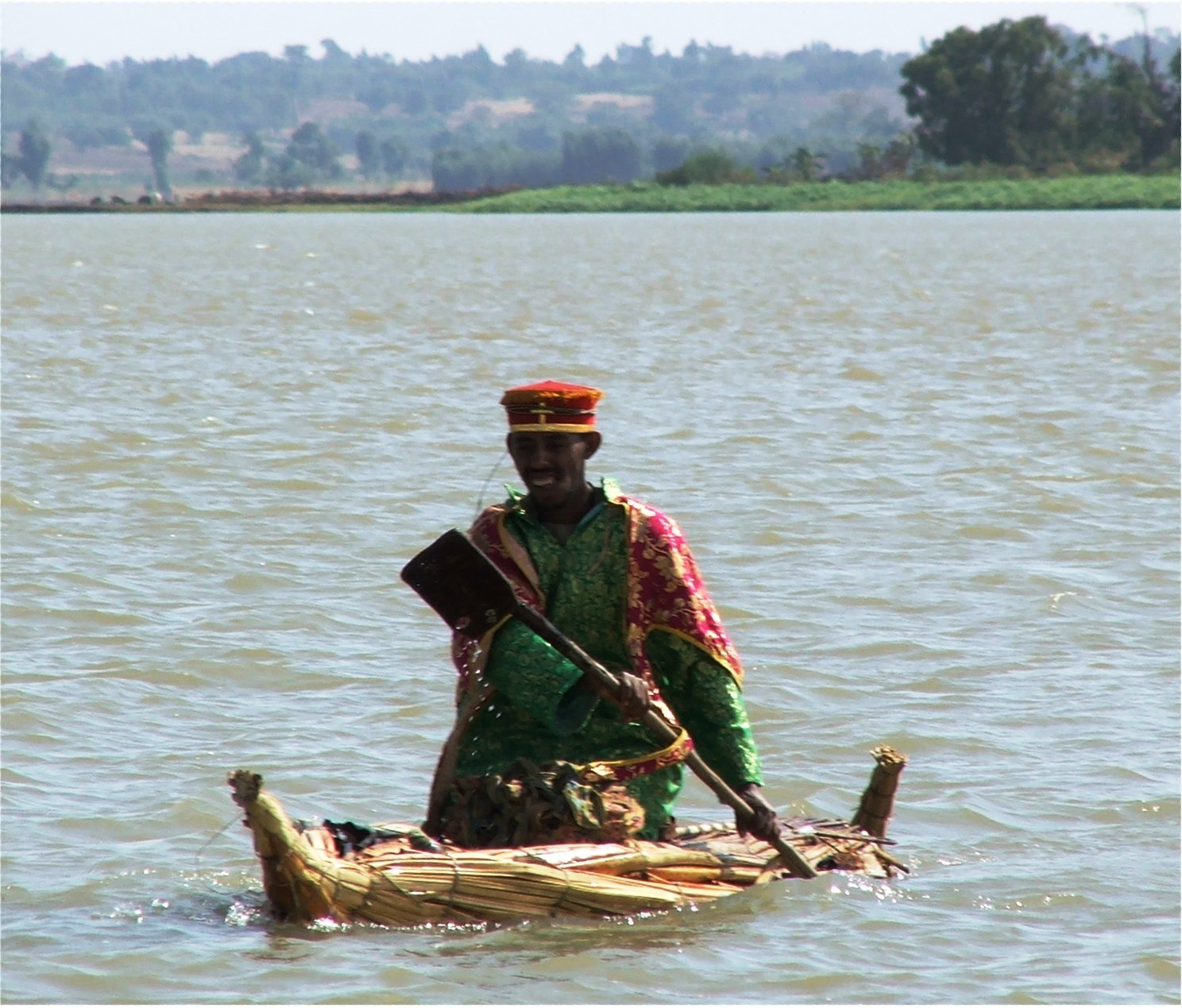
Etiopski mnich płynący do jednego z klasztorów

Tana (amh. ጣና ሐይቅ, Tana Hajk) – największe jezioro Etiopii, o powierzchni ok. 2849 km² (powierzchnia zmienia się w zależności od pór roku i opadów deszczu) i głębokości nie przekraczającej 14 metrów. W jeziorze Tana rozpoczyna swój bieg Nil Błękitny.
Na 19 spośród 37 wysp jeziora Tana znajdują się kościoły i klasztory Etiopskiego Kościoła Ortodoksyjnego. Niektóre z nich są miejscem pochówku cesarzy Etiopii.
W 1770 do jeziora Tana dotarł szkocki podróżnik James Bruce (1730–1794), poszukując źródła Nilu Błękitnego. Bruce nie był pierwszym Europejczykiem, który tam przebywał, bo już na początku XVII wieku do jeziora dotarli portugalscy jezuici Pedro Páez, (który odnalazł to miejsce i zbudował w pobliżu kościół) i podążający za nim Jerónimo Lobo.
W 2015 ustanowiono tu rezerwat biosfery.